# Hujan
Hujan (z malajskiego „deszcz”) – malezyjski zespół muzyczny grający rock alternatywny. Został założony w 2005 roku.
Członkami formacji są Noh Salleh, Hezry Hafidz, Azham Ahmad, Hang Dimas i Izzat Uzaini. W przeszłości do zespołu należeli Nazeri Nazirul i Azhar Imran.
W 2009 roku zespół został laureatem nagród AIM (Anugerah Industri Muzik), przyznawanych przez Recording Industry Association of Malaysia, w kategoriach najlepszy album rockowy i najlepszy utwór rockowy.
Albumy zespołu sprzedają się w nakładzie przekraczającym 10 tys. egzemplarzy.

## Dyskografia
Na podstawie źródła:
Albumy studyjne
- 2008: Hujan
- 2009: Mencari Konklusi
- 2010: Lonely Soldier Boy
- 2012: Sang Enemy
- 2016: Jika Sempat